# Вейер, Якоб

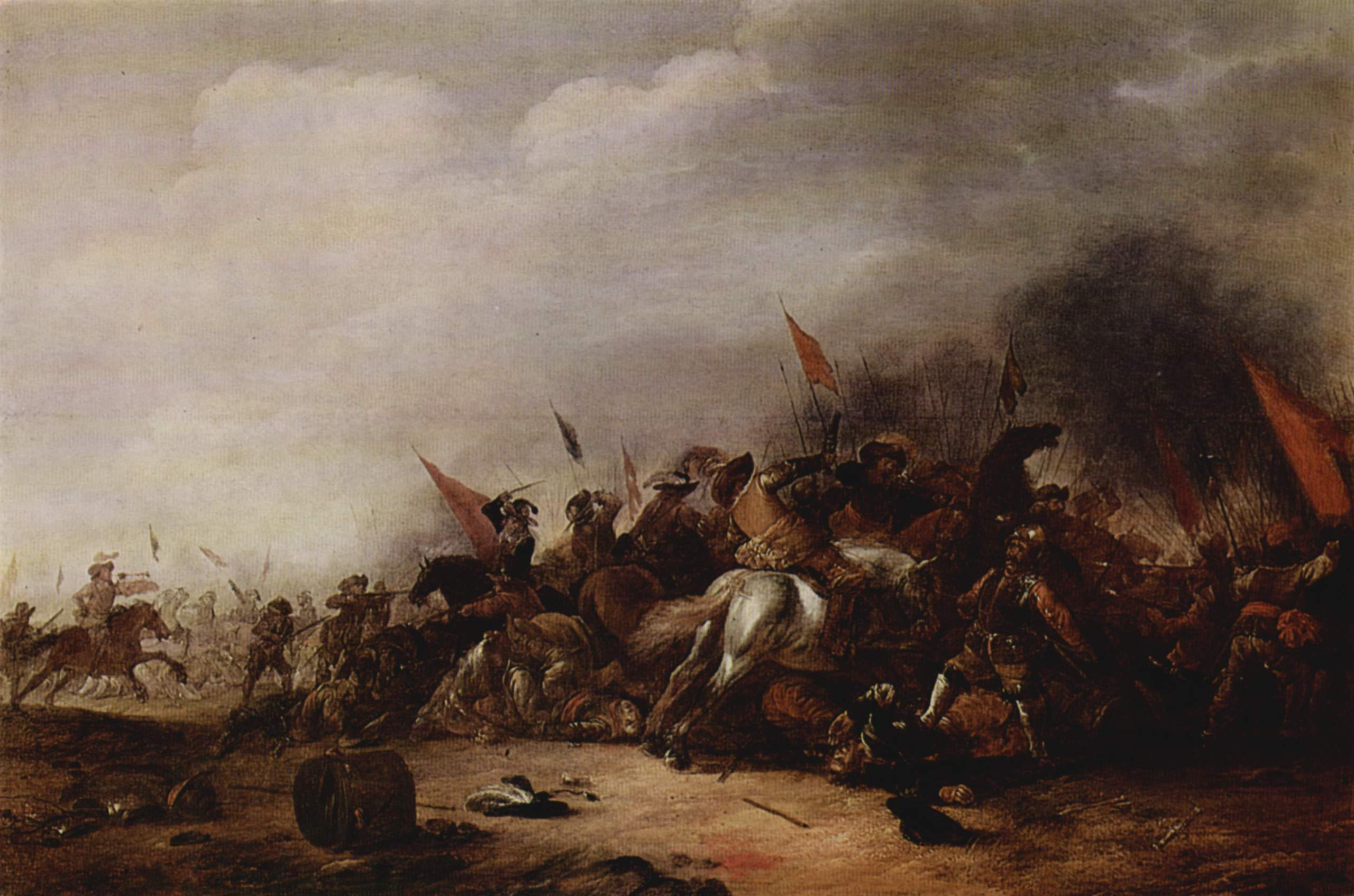
Эпизод сражения

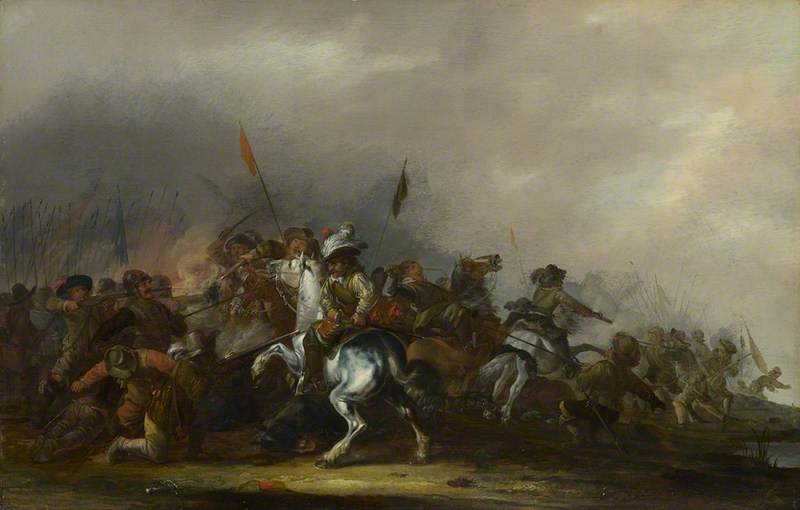
Кавалерия, атакованная пехотой

Якоб Матиас Вейер (нем. Jacob Weyer; 1623, Гамбург — 8 мая 1670, там же) — немецкий художник-баталист.

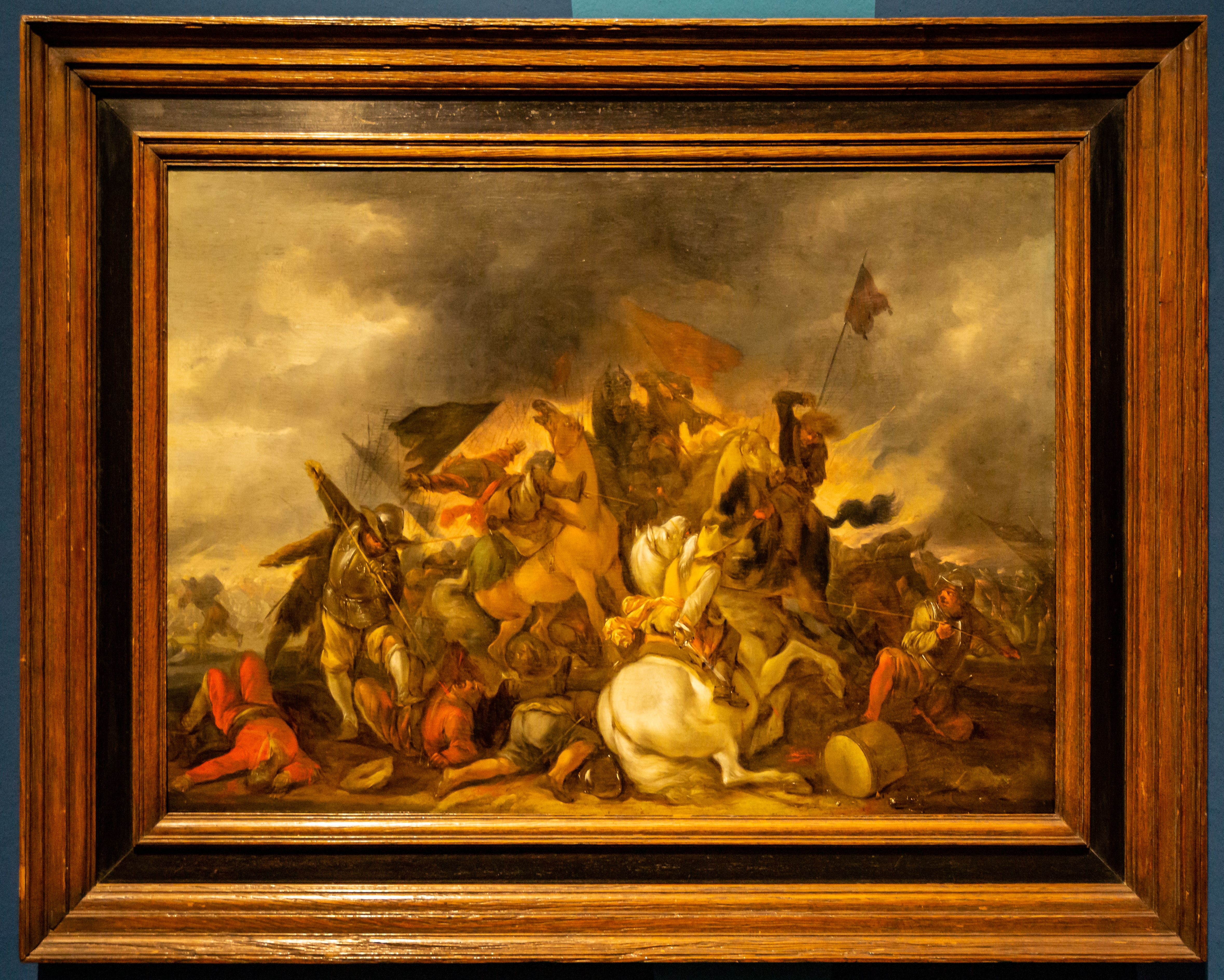
Конный бой

О жизни Якоба Вейера известно очень мало. Он родился в Гамбурге в 1623 году. Учился у голландского живописца Филипса Вауэрмана. Творил под влиянием Рембрандта . Его батальные полотна хранятся в коллекции Национальной галереи в Лондоне.
В числе его известных учеников — немецко-шведский художник-баталист Иоганн Филипп Лемке. Мужем его дочери Ханны Маргарет Вейер был художник Иоахим Лун.